# 이다 크리스티네 닐센
이다 크리스티네 닐센(덴마크어: Ida Kristine Nielsen, 1975년 ~ )은 덴마크의 가수이다.